# (11264) Claudiomaccone

Claudiomaccone, también conocido como (11264) Claudiomaccone es un asteroide rocoso y sistema binario del Cinturón principal de unos 3 km. Fue descubierto el 16 de octubre de 1979 por el astrónomo Nikolai Chernykh en el Observatorio Astrofísico de Crimea en Nauchnyj, en la República de Crimea (Rusia). Fue nombrado en honor al astrónomo italiano Claudio Maccone.

## Órbita y clasificación
Claudiomaccone orbita el Sol en la zona central del Cinturón principal a una distancia entre 2,0 y 3,2 UAAU una vez cada 4 años y 2 meses (1 513 días). Su órbita tiene una excentricidad de 0,23 y una inclinación de 4° con respecto a la eclíptica.
Un primer precovery fue tomado en el observatorio Palomar en 1950, extendiendo el arco de la observación del asteroide por 29 años antes de su descubrimiento.

## Características físicas

### Diámetro y albedo
Según las exploraciones llevadas a cabo por el programa WISE de la NASA y la misión NEOWISE del Explorador de Infrarrojo de Infrarrojos de la NASA, "Claudiomaccone" tiene un diámetro de 3,203 km y su superficie tiene un valor del albedo alto para un asteroide de tipo S, de 0,432l. El Collaborative Asteroid Lightcurve Link (CALL) asume un albedo estándar para los asteroides rocosos  tipo S de 0,20 y calcula un diámetro de 4,30 km con una magnitud absoluta de 14,2.

### Fotometría
En noviembre de 2004, se obtuvo una curva de luz rotacional a partir de observaciones fotométricas por el astrónomo ucraniano Yurij N. Krugly, usando el telescopio de 0,7 metros de la Chuguevskaya Station (código MPC: 121) y el telescopio de 1 metro de Observatorio Simeitz (código MPC: 094). El análisis de la curva de luz dio un período de rotación de 3,1872 horas con una variación de brillo de 0,15 en magnitud. Petr Pravec también obtuvo en 2006 un idéntico periodo de rotación con una amplitud de 0,12 en la magnitud.
Después de ser anunciada su naturaleza binaria, se obtuvieron observaciones de seguimiento en 2008 y 2012 por un grupo de astrónomos franceses, suizos e italianos (incluyendo el propio Claudio Maccone) las cuales dieron un periodo de rotación de 3,1873 y 3,18701 horas con una amplitud de 0,16 y 0,12 en magnitud, respectivamente (Factores de calidad U=2 y U =2+ respectivamente).

### Satélite
Las observaciones fotogramétricas obtenidas en 2014 revelaron que Claudiomaccone es un sistema binario asíncrono con un satélite que orbita el asteroide cada 15,11 horas. Un periodo orbital idéntico fue dado también pro Pravec. El descubrimiento fue anunciado en diciembre de 2005 y la luna fue designada provisionalmente S/2004 (11264) 1.
Basados en la relación de diámetros principales (secundario/primario) de 0,31, el diámetro estimado de la luna es de al menos 1,24 kilómetros y orbita alrededor de "Claudiomaccone" con un estimado semieje mayor de 6 kilómetros.

## Origen del nombre
El asteroide fue nombrado en honor de Claudio Maccone (nacido en  1948), astrónomo italiano del SETI y científico espacial en el Thales Alenia Space en Turín. En su libro  The Sun as a Gravitational Lens: Proposed Space Missions propone la construcción y lanzamiento de una antena espacial, llamada misión espacial FOCAL. Situada fuera del Sistema Solar, a una distancia de 550 UA, FOCAL podría tener una significativa mejor sensibilidad detectando señales de radio debido al efecto magnificador del efecto lente gravitacional del Sol, tal como predice la relatividad general.  La cita de denominación se publicó el 2 de septiembre de 2001(M.P.C. 41568). In 2012, sucede al astrónomo americano Seth Shostak como presidente del Comité permanente del SETI en la Academia Internacional de Astronáutica.